# Lasioglossum pavonotum
Lasioglossum pavonotum is een vliesvleugelig insect uit de familie Halictidae. De wetenschappelijke naam van de soort is voor het eerst geldig gepubliceerd in 1925 door Cockerell.
De bij is metaalgroen gekleurd en heeft bleekgrijze banden over het achterlijf. Het mannetje wordt 7 tot 9 millimeter lang, het vrouwtje 8 tot 12 millimeter.